# Bolaños de Campos
Bolaños de Campos – gmina w Hiszpanii, w prowincji Valladolid, w Kastylii i León, o powierzchni 29,92 km². W 2011 roku gmina liczyła 357 mieszkańców.